# Feelings (Ross Jennings)
Feelings è un singolo del cantante britannico Ross Jennings, pubblicato il 17 settembre 2021 come quarto estratto dal primo album in studio A Shadow of My Future Self.

## Descrizione
Come spiegato dall'artista, il brano era stato originariamente programmato come singolo di lancio del disco prima della decisione di cambiarlo con Words We Can't Unsay. Dal punto di vista musicale Feelings è tra i brani più pop rock e accessibili del disco.

## Video musicale
Il video, realizzato dalla Crystal Spotlight, è stato reso disponibile in contemporanea con il lancio del singolo attraverso il canale YouTube del cantante e mostra quest'ultimo giocare a un videogioco con protagonista una versione animata di lui stesso.

## Tracce
Download digitale (Europa)
1. Feelings – 4:56

Download digitale (Regno Unito, Stati Uniti)
1. Feelings – 4:56
2. Violet – 5:29
3. Grounded – 8:02
4. Words We Can't Unsay – 5:04

## Formazione
Musicisti
- Ross Jennings – voce, chitarra
- Nathan Navarro – basso
- Simen Sandnes – batteria
- Vikram Shankar – pianoforte, tastiera, arrangiamento orchestrale
- Kristian Frostad – lap steel guitar
- Blåsemafian
  - Jørgen Lund Karlsen – sassofono, arrangiamento ottoni
  - Sigurd Evensen – trombone
  - Stig Espen Hundsnes – tromba
- Danielle Sassi – flauto traverso

Produzione
- Ross Jennings – produzione
- Karim Sinno – missaggio, montaggio e ingegneria del suono aggiuntivi
- Ermin Hamidovic – mastering
- Paul "Win" Winstanley – registrazione e ingegneria voce e chitarra aggiuntiva